# 뇌성마비
뇌성마비 (腦性痲痺, 영어: cerebral palsy, CP)는 중추신경계통 손상에 의한 근육 마비, 협응성 장애, 근육 약화, 기타 운동 기능 장애로 특징지어지는 신경 장애이다. 뇌의 기능 장애로 나타나는 신경 결함 증상 중에서 신경 운동 장애가 주로 나타나며 그 손상 정도에 따라 감각, 지각, 청력, 시력, 언어, 인지 능력 및 운동 장애 등의 중복 장애를 동반한다. 만 2세 이전에 발생하는 비진행성인 질환이다. 뇌성마비의 원인에는 선천적 원인과 후천적 원인이 있다. 선천적 원인으로 예전에는 산소 부족으로 알려져 있었으나 최근 들어 풍진 감염, 산모와 태아의 RH 부적합, 조산이나 미숙아, 임신 중 영양 부족, X-레이 과다 노출, 박테리아 등에 있다고 알려졌다. 그러나 뇌성마비의 1/3은 원인이 알려져 있지 않다. 후천적 원인으로는 주로 교통 사고, 낙상, 아동 학대 등에 의한 뇌손상 등이 있다.
대한민국 장애인복지법에서는 뇌성 마비가 있는 당사자를 뇌병변장애의 일부로 간주하고 있다.